# マット・ボナー
マシュー・ロバート・ボナー（Matthew Robert Bonner、1980年4月5日 - ）はニューハンプシャー州コンコード出身の元バスケットボール選手。NBAのサンアントニオ・スパーズで2007年、2014年の優勝メンバーだった。ポジションはパワーフォワード/センター。

## 経歴

### ハイスクール
ニューハンプシャー州コンコードで生まれ、コンコード高校に入学し、学業で優秀な成績を残すとともに、アスリートとしては、バスケットボールチームを3州チャンピオンに導く活躍をした。

### カレッジ
フロリダ大学在学中、ボナーは通算1,570得点、778リバウンドを記録し、165本のスリーポイントフィールドゴールを決めて6つのカテゴリーで大学歴代トップ10に入る活躍を見せた。学業においても非常に優秀でGPAは3.96。2002年と2003年のアカデミック・オールアメリカンチームに選出されている。

### プロ

#### イタリア
大学卒業後、2003年のNBAドラフトでシカゴ・ブルズより2巡目45位で指名されてNBA入り。ドラフト直後にトロント・ラプターズに交渉権が移動した。トロント首脳陣はボナーの才能を認めながらも、当時チームのロスター枠にボナーを入れられるゆとりはなく、イタリアリーグのシチリア・メッシーナに送りこんで若きボナーを育てることにした。シチリアではサルモネラ菌（のちにチームの掛り付け歯科医が感染源と判明した）に感染して40度を超える高熱を出したり、住居のアパートではお湯が出なかったり、チームが倒産して給与が支給されず、選手が次々とチームを離れていくなどの苦労の中で平均19.2得点、9.3リバウンドの大活躍を見せた。

#### トロント・ラプターズ
2004年、トロント・ラプターズと契約したボナーは控え選手として全82試合に出場。平均7.2得点をあげ、彼の頭髪の色と、トロント交通局の公共交通機関をよく利用していたことから、レッド・ロケットの愛称で呼ばれるようになった。
2005年は78試合に出場。平均7.5得点、3.6リバウンド、フィールドゴール成功率44.8％。3ポイント成功率はNBA全体で14位にランクされ、ラプターズの中でも3ポイントの名手として知られるようになった。

#### サンアントニオ・スパーズ
2006年6月21日、エリック・ウィリアムズ、ラドスラフ・ネステロヴィッチの2巡目指名権、現金とのトレードによりサンアントニオ・スパーズに移籍。2006-2007シーズンは56試合に出場し、平均プレイタイムは11.7分ながら4.9得点をマークし、スパーズのNBAファイナル優勝に貢献した。
2008年、チームはロバート・オーリーと契約更新せずファブリシオ・オベルトを怪我で欠き、更にマヌ・ジノビリやトニー・パーカーらのエースガードが相次いで戦線を離脱したことで、得点力のあるボナーに先発の座が回ってきた。シーズンを通しての3ポイント成功率.440はキャリア最高の成績であった。
2010-2011シーズンは66試合に出場。3ポイント成功率45.7％（105/230）はNBA全体で1位にランクされ、初の個人スタッツリーダーとなった。
その後は、ティアゴ・スプリッターの成長や、ボリス・ディアウの加入などで出場時間が減少していたが、2013-2014シーズンは、プレーオフ自身最高の22試合に出場し、自身2度目のNBA優勝を経験した。
2015年7月1日、フリーエージェントとなり、15日に再契約を結んだ。

#### 現役引退へ
2016年夏、FAとなり、スパーズとの再契約を望んだボナーだったが、希望が叶わず、2017年1月6日、バスケットボール界からの引退を表明した。

## プレイスタイル
ロングレンジを得意とするピュアシューター。ゴール下のディフェンダーを外郭まで誘い出すストレッチ・フォー。パス回しの中継点を確実にこなし、ターンオーバーも少ない。ディフェンスでは、スクリーンへの対応の確実さや、ファウルの少なさが特徴である。一方で運動能力は並以下でインサイドのリバウンド争いには弱い。

## その他

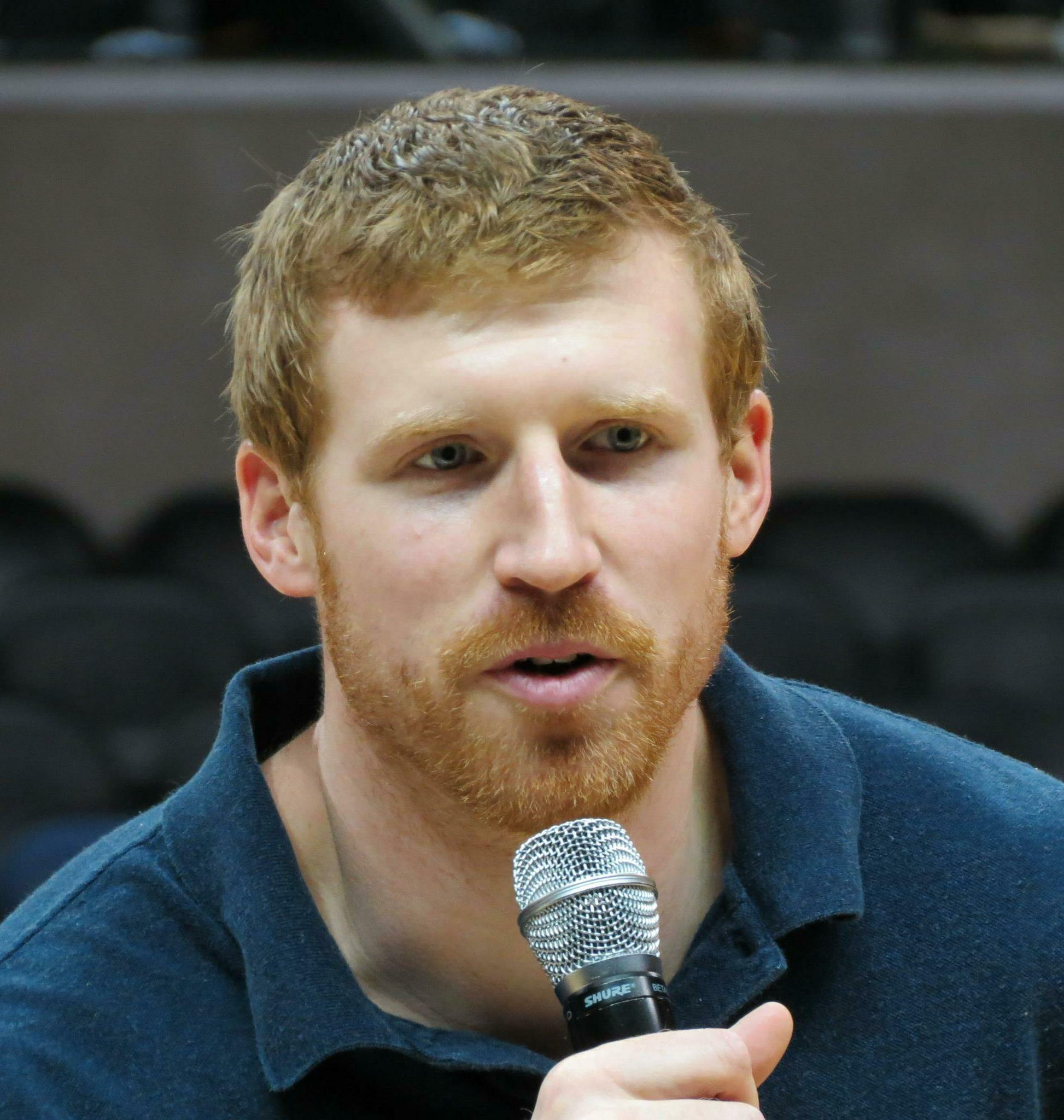

- ニューバランス製のシューズを使用している。本人によると「今までコンバースをメインで使ってきたからコンバースと契約できればよかったが、オファーがなかった。その後ニューバランスに話をしたらすぐにシューズを用意してくれた。」とのこと。（なお、2010年12月18日のメンフィス・グリズリーズ戦では、試合中にシューズの底が剥がれるというアクシデントが発生している。）
- チームのウェブサイトに独自のコンテンツを公開することがある。各地のサンドウィッチをレポートした「サンドウィッチ・ハンター」[6]やジョークビデオクリップ「コーチB」[7]があり、その中で、ティム・ダンカンに自分の事をミディアム・ファンダメンタルと呼ばせている。
- ブログで、自分が他のチームメートより他チームファンから野次られるのが多い理由を、ニューバランスのシューズを履いている。名前が他の単語に似ている。髪が赤毛である。肌が白い。ジャンプ力がない。と語っている。[8] その中で、NBAへのスポンサーを降りたニューバランスのシューズが残り4～5足になっており、ニューバランスに追加供給を願い出たが断られたこと、ネットオークションで自分のサイズのものを見つけ非常に気に入ったが、紫色であったためグレッグ・ポポビッチに却下されたと語っている。
- 2014年1月24日にアディダスとシューズ契約を結んだ。同年2月26日の試合でチームメイトのエマニュエル・ジノビリのシューズ（ナイキ製）が壊れるハプニングがあった際には「僕の場合はプロトタイプだったから」と述べ、ジノビリに対して「アディダスにかえれば？」と伝えたという。[9]

## 個人成績

### NBAレギュラーシーズン
| シーズン | チーム | GP  | GS  | MPG  | FG%  | 3P%  | FT%  | RPG | APG | SPG | BPG | TO | PPG |
| -------- | ------ | --- | --- | ---- | ---- | ---- | ---- | --- | --- | --- | --- | -- | --- |
| 2004–05  | TOR    | 82  | 0   | 18.9 | .533 | .424 | .789 | 3.5 | .6  | .5  | .2  | .5 | 7.2 |
| 2005–06  | TOR    | 78  | 6   | 21.9 | .448 | .420 | .829 | 3.6 | .7  | .6  | .4  | .4 | 7.5 |
| 2006–07  | SAS    | 56  | 0   | 11.7 | .447 | .383 | .711 | 2.8 | .4  | .3  | .2  | .4 | 4.9 |
| 2007–08  | SAS    | 68  | 3   | 12.5 | .416 | .336 | .864 | 2.8 | .5  | .2  | .2  | .6 | 4.8 |
| 2008–09  | SAS    | 81  | 67  | 23.8 | .496 | .440 | .739 | 4.8 | 1.0 | .6  | .3  | .5 | 8.2 |
| 2009–10  | SAS    | 65  | 8   | 17.9 | .446 | .390 | .729 | 3.3 | 1.0 | .5  | .4  | .6 | 7.0 |
| 2010–11  | SAS    | 66  | 1   | 21.7 | .464 | .457 | .744 | 3.6 | .9  | .4  | .3  | .4 | 7.3 |
| 2011–12  | SAS    | 65  | 2   | 20.4 | .440 | .420 | .762 | 3.3 | .9  | .2  | .3  | .2 | 6.6 |
| 2012–13  | SAS    | 68  | 4   | 13.4 | .487 | .442 | .733 | 1.9 | .5  | .3  | .3  | .2 | 4.2 |
| 2013–14  | SAS    | 61  | 0   | 11.3 | .445 | .429 | .750 | 2.1 | .5  | .2  | .2  | .3 | 3.2 |
| 2014–15  | SAS    | 72  | 19  | 13.0 | .409 | .365 | .810 | 1.6 | .7  | .1  | .2  | .2 | 3.2 |
| 2015–16  | SAS    | 30  | 2   | 6.9  | .509 | .441 | .750 | .9  | .3  | .2  | .0  | .1 | 2.5 |
| Career   | Career | 792 | 112 | 16.9 | .464 | .414 | .780 | 3.0 | .7  | .4  | .3  | .4 | 5.8 |

### NBAプレーオフ
| シーズン | チーム | GP | GS | MPG  | FG%  | 3P%  | FT%   | RPG | APG | SPG | BPG | TO | PPG |
| -------- | ------ | -- | -- | ---- | ---- | ---- | ----- | --- | --- | --- | --- | -- | --- |
| 2006–07  | SAS    | 9  | 0  | 2.8  | .286 | .250 | 1.000 | .3  | .0  | .2  | .0  | .3 | .8  |
| 2007–08  | SAS    | 2  | 0  | 4.5  | .667 | .000 | .000  | 1.0 | 1.0 | .0  | .0  | .0 | 2.0 |
| 2008–09  | SAS    | 5  | 5  | 20.0 | .217 | .231 | 1.000 | 3.2 | .0  | .6  | .4  | .4 | 3.0 |
| 2009-10  | SAS    | 10 | 0  | 17.3 | .432 | .370 | 1.000 | 3.2 | .4  | .1  | .3  | .7 | 5.0 |
| 2010-11  | SAS    | 6  | 0  | 20.5 | .480 | .333 | 0.800 | 3.2 | .3  | .2  | .2  | .2 | 6.3 |
| 2011-12  | SAS    | 13 | 0  | 12.7 | .313 | .348 | .600  | 1.9 | .7  | .2  | .3  | .2 | 2.4 |
| 2012-13  | SAS    | 20 | 1  | 13.4 | .475 | .469 | .833  | 2.0 | .3  | .3  | .3  | .1 | 4.1 |
| 2013-14  | SAS    | 22 | 2  | 6.1  | .476 | .333 | .750  | .7  | .4  | .1  | .0  | .1 | 1.3 |
| 2014-15  | SAS    | 7  | 0  | 5.1  | .200 | .222 | -     | .9  | .1  | .0  | .1  | .1 | .9  |
| Career   |        | 94 | 8  | 11.0 | .402 | .355 | .811  | 1.7 | .4  | .2  | .2  | .2 | 3.5 |